# Боровенская волость (Старобельский уезд)
Борове́нская во́лость — историческая административно-территориальная единица Старобельского уезда Харьковской губернии с центром в слободе (ныне селе) Боровенское.
По состоянию на 1885 год состояла из 4 поселений, 4 сельских общин. Население — 6 781 человек (3 240 мужского пола и 3 541 — женского), 1 157 дворовых хозяйств.
|                        | Площадь, десятин | В том числе пахотной, дес. |
| ---------------------- | ---------------- | -------------------------- |
| Сельских общин         | 13250            | 12254                      |
| Частной собственности  | —                | -                          |
| Казенной собственности | 2606             | 2601                       |
| Другой собственности   | 150              | 150                        |
| В целом                | 16006            | 15005                      |

Крупнейшие поселения волости по состоянию на 1885 год:
- Боровенское — бывшая государственная слобода у реки Боровая в 40 верстах от уездного города, 1 873 человека, 356 дворовых хозяйств, православная церковь, лавка, 3 ярмарки в год.
- Епифановка — бывшее государственное село при реке Боровая, 2 306 человек, 391 дворовое хозяйство, православная церковь, школа, лавка, 2 ярмарки в год.
- Михайловка — бывший государственный хутор, 1 061 человек, 160 дворовых хозяйств.
- Чабановка — бывшее государственное село при реке Боровая, 1 541 человек, 250 дворовых хозяйств, православная церковь.

Крупнейшие поселения волости по состоянию на 1914 год:
- село Боровенское — 3 543 жителя;
- село Епифановская — 3 931 житель;
- село Чабановская — 2 267 жителей;
- слобода Варваровка — 3 842 жителя.

Старшиной волости был Иван Исаевич Скороход, волостным писарем — Григорий Ильич Гришкевич, председателем волостного суда — Иван Федорович Сикалов.